# Genus geométrico
En geometría algebraica, el genus geométrico o género geométrico es un invariante birracional pg</ref> básico de variedades algebraicas y de variedades complejas.

## Definición
El genus geométrico se puede definir para variedades proyectivas complejas no singulares y más generalmente para variedades complejas como el número de Hodge hn,0 (igual a h0,n por la dualidad de Serre), es decir, la dimensión de un sistema lineal canónico más uno.
En otras palabras, para una variedad V de dimensión compleja n es el número de n-formas holomórficas linealmente independientes que se encuentran en V. Esta definición, como la dimensión de
H0(V,Ωn)
luego se traslada a cualquier cuerpo base, cuando Ω se toma como el haz de diferenciales de Kähler y la potencia es el producto exterior (superior), el haz lineal canónico.
El genus geométrico es el primer pg = P1 invariante de una secuencia de Pn}} invariantes llamada plurigénero.

## Caso de curvas
En el caso de variedades complejas, (los lugares complejos de) curvas no singulares son superficies de Riemann. La definición algebraica de género concuerda con la noción topológica. En una curva no singular, el haz lineal canónico tiene grado 2g − 2.
La noción de género ocupa un lugar destacado en la declaración del teorema de Riemann-Roch (véase también el teorema de Riemann-Roch para curvas algebraicas) y de la fórmula de Riemann-Hurwitz. Según el teorema de Riemann-Roch, una curva plana irreducible de grado d tiene genus geométrico
{\displaystyle g={\frac {(d-1)(d-2)}{2}}-s,}
donde s es el número de singularidades cuando se contabilizan propiamente.
Si C es una hipersuperficie irreducible (y suave) en el plano proyectivo dividida por una ecuación polinomial de grado d, entonces su haz de líneas normal es el haz torcido de Serre {\displaystyle {\mathcal {O}}}(d), por lo que según la fórmula de adjunción, el haz de líneas canónicas de C está dado por
{\displaystyle {\mathcal {K}}_{C}=\left[{\mathcal {K}}_{\mathbb {P} ^{2}}+{\mathcal {O}}(d)\right]_{\vert C}={\mathcal {O}}(d-3)_{\vert C}}

## Género de variedades singulares
La definición de género geométrico se traslada clásicamente a las curvas singulares C, al especificar que
pg(C)
es el género geométrico de la normalización C′. Es decir, dado que la aplicación
C′ → C
es birracional, la definición se amplía mediante invariancia birracional.